# 13碳核磁共振
碳-13核磁共振（13碳核磁共振有時被簡稱碳核磁共振）是應用碳的核磁共振譜。它類似於質子核磁共振( 1H NMR)，能辨識有機化合物裡的碳就像H-NMR一樣，因此13C-NMR是有機化學中了解化學結構的重要工具。13C-NMR只能檢測13碳的同位素(自然含量只有1.1%)，12碳是不能被核磁共振檢測的，因為它的自旋為零。

## 實行
13碳核磁共振擁有一些氫離子核磁共振所沒有的問題，因12碳同位素自旋量子數為零沒有磁活性，不會被核磁共振偵測到，所以碳核磁共振對碳的敏感度比氫離子核磁共振對氫離子低。只有13碳同位素(自然含量1.1%)擁有1/2的自旋量子數(像1氫)可以被核磁共振偵測，因此只有少數的13碳核能在磁場中共振。此外，它的旋磁比( 6.728284 107 rad T-1 s-1)是1H的1/4，進一步降低了敏感度。13碳的總體感受度為四個磁量數低於1氫。

## DEPT譜
DEPT代表Distortionless  Enhancement by  Polarization  Transfer，這是一個用來確定伯、仲、叔碳原子存在的非常有用的方法。
DEPT實驗是利用角度參數的變化區分CH、CH2、CH3:
- 135°时CH2基出现于与所有CH基和CH3基相反的位相
- 90°时只會出現CH基，其他都會被抑制
- 45°會出現所有仲碳(無論多少)

季碳原子與其他沒有和氫鍵結的碳的訊號常常不會被收到(因為缺乏附著的質子)。
1H到13C的極化轉移能增加正常13C譜的敏感度而成為第二個優勢(能適度的增強NOE(Nuclear Overhauser Effect) )

## APT譜
另外一種檢測有多少個氫與碳結合的有效方法是Attached Proton Test，能區分碳是與奇數還偶數個氫結合，一段自旋回波序列，能夠用來區分S、l2S、l3S或l1S的自旋系統，在質譜中第一個會呈現正波，後者為負波(向下)，因為它是多頻的去偶質子，能較簡單的保留在質譜中。
雖然它不能完全的區分出烷基群，但較為簡單且便利，常用來做第一次嘗試頻譜分配波，並闡明結構。